# Nebalia antarctica
Nebalia antarctica is een kreeftachtigensoort uit de familie van de Nebaliidae. De wetenschappelijke naam van de soort is voor het eerst geldig gepubliceerd in 1990 door Erik Dahl.
De typelocatie is Rosszee, Antarctica. De Discovery-expeditie verzamelde er 84 paratypes op 10 januari 1903.